# Christian Constantin
Pour les articles homonymes, voir Constantin.
Christian Constantin, né le 7 janvier 1957 à Martigny, est un promoteur immobilier et dirigeant de football suisse, président du FC Sion de 1991 à 1997 et depuis 2003.

## Biographie

### Jeunesse et carrière de footballeur
Originaire d’Ayent, Christian Constantin naît le 7 janvier 1957 à Martigny en Valais (Suisse).
Il mène une carrière de footballeur, occupant la place de gardien de but, en Ligue nationale A au sein de Neuchâtel Xamax de 1977 à 1979, où il s’engage en provenance du FC Saint-Maurice. Il est ensuite prêté dans plusieurs clubs de Ligue nationale B ou de division inférieure, d’abord au FC Lugano de 1979 à 1980, puis au FC Monthey et au FC Leytron. Il est ensuite transféré au FC Martigny-Sports, où il reste une saison. En 1987, après plusieurs saisons sans jouer, il rejoint le FC Fully,, avant de mettre un terme à sa carrière, en 1991.

### Carrière dans l'architecture et dirigeant du FC Sion
En parallèle de sa passion pour le football, il suit un apprentissage de dessinateur en bâtiment. À 21 ans, il ouvre son bureau d’architecture : Christian Constantin SA, proposant des projets dans l’immobilier à but privé et commercial.
Il prend la présidence du FC Sion de 1991 à 1997. Durant cette période, le club empoche un titre de champion et trois Coupes de Suisse. En décembre 1997, il quitte le FC Sion, abandonnant le club en laissant des arriérés de dettes à concurrence de 16 millions de francs suisses.
Constantin reprend la direction du club en 2003 après un intermède peu fructueux qui voit se succéder plusieurs investisseurs à la tête de l'administration. En 2006, le club valaisan devient le premier club de deuxième division à décrocher la Coupe de Suisse. L'équipe célèbre également une promotion dans l'élite. En 2015 il remporte sa treizième Coupe de Suisse, la septième sous sa direction.
Christian Constantin est très critiqué pour sa gestion et son habitude à renvoyer un très grand nombre d'entraineurs.
Il est aussi l'instigateur et le principal responsable de la candidature de Sion aux Jeux olympiques de 2026, avant de se retirer à la suite de ses démêlés après une affaire l'opposant à Rolf Fringer.